# ارن تولبوم
ارن تولبوم (انگلیسی: Arne Tollbom; ۲۰ مارس ۱۹۱۱ – ۱۶ نوامبر ۱۹۷۱) ورزشکار شمشیربازی اهل سوئد بود.
وی در مسابقات کشوری و بین‌المللی در مجموع برندهٔ ۱ مدال برنز شده‌است.